# شهرستان لی (نیومکزیکو)
شهرستان لی، نیومکزیکو یکی از شهرستان‌های ایالت نیومکزیکو است که در منطقه جنوب-جنوب‌شرقی این ایالت قرار دارد. جمعیت این شهرستان بر طبق آمارهای سال ۱۰‍۰ برابر است با ۶۴٫۷۲۷ نفر. همچنین مرکز این ایالت شهر لاوینگتون است.
شهرستان لی دارای مرز مشترک با ایالت تگزاس است.

## پیوند
- وب‌گاه رسمی